# Camila Jersonsky
Camila Jersonsky (ur. 30 maja 1991 roku w Argentynie) – argentyńska siatkarka grająca na pozycji środkowej. Reprezentantka kraju.
Obecnie występuje w drużynie Auburn College.